# ایفیون
ایفیون (نام علمی: Ipheion) نام یک سرده از زیرخانواده پیازیان است.